# Ellen Presser
Ellen Presser (geboren 1954 in München) ist eine deutsch-jüdische Kulturmanagerin und Autorin.

## Leben
Ellen Pressers Vater Izydor Presser stammte aus Kossow im österreich-ungarischen Galizien und arbeitete vor dem Zweiten Weltkrieg als Jurist in Krakau. Ihre Mutter Fela Wurmann stammte aus Krasnik in der polnischen Woiwodschaft Lublin. Beide Eltern überlebten den Holocaust und kamen nach Kriegsende in einem UNRRA-Lager für Displaced Persons in Eschwege zusammen, zogen nach München, und, da ihre Pläne zur Weiterreise scheiterten, etablierten sie sich dort als selbständige Geschäftsleute. Sie bekamen zwei Kinder, die Sprache der Eltern waren Polnisch und Jiddisch.
Obwohl in München geboren, hatte Ellen Presser den Status „heimatlose Ausländerin“, bis sie 2006 die deutsche Staatsbürgerschaft erwarb. Sie studierte Biologie und Psychologie mit dem Abschluss einer Diplom-Biologin und begann schon während des Studiums am Staatsinstitut für Frühpädagogik zu arbeiten. Im Jahr 1983 wurde sie Leiterin des Kulturzentrums der Israelitischen Kultusgemeinde München.
Sie schreibt für die Jüdische Allgemeine (Berlin), tachles, Jüdisches Wochenmagazin (Zürich) und die Illustrierte Neue Welt (Wien). Von 1984 bis 2004 war sie Beiträgerin zum Jüdischen Kalender (Oelbaum-Verlag).

## Schriften (Auswahl)
- Mit Bernhard Schoßig (Hrsg.): Junge Juden in Deutschland. Protokoll einer Tagung, Israelitische Kultusgemeinde München, München 1991, OCLC 243709770.
- Mit Olga Mannheimer (Hrsg.): Nur wenn ich lache. Neue jüdische Prosa, Deutscher Taschenbuch Verlag, München 2002, ISBN 978-3-423-12955-8.
- Mit Ruth Melcer, Stephan Schöll (Illustrationen): Ruths Kochbuch: die wunderbaren Rezepte meiner jüdischen Familie, Gerstenberg, Hildesheim 2015, ISBN 978-3-8369-2095-7.